# Leonideo
El Leonideo (en griego antiguo: Λεωνίδαιον, «[lugar] de Leónidas»), fue un edificio construido entre 330 y 320 a. C. Estaba al suroeste del recinto sagrado del Santuario de Olimpia, en la entrada procesional al Altis, al sur del Taller de Fidias Su nombre proviene de su mecenas y arquitecto Leónidas de Naxos. Servía de hospedería para los huéspedes distinguidos, acogía a los visitantes oficiales y a los atletas. Durante la época romana, el edificio fue objeto de dos grandes reformas y fue reemplazado en estas funciones por la casa de los atletas, edificada en el siglo I, que sirvió de alojamiento a las autoridades romanas. Fue reemplazado en estas funciones por la casa de los atletas, edificada en el siglo I, que sirvió de alojamiento a las autoridades romanas.
Fue descubierto en las campañas de excavaciones de 1937 a 1966 por Emil Kunze.

## Descripción
La planta la componía una base casi cuadrada de piedra conglomerada. Medía 80,18 x 73,51 m. Constaba de un patio interior con jardín y fuentes.
Las 138 columnas de su peristilo exterior eran de orden jónico. En su arquitrabe hay una inscripción con el nombre de Leónidas.</ref> La columnata interior que daba al patio central era de orden corintio y estaba integrada por 48 pilares de estilo dórico. Las pequeñas habitaciones, probablemente 80, tenían vistas al patio y estaban distribuidas en dos pisos.
La longitud del ala oeste del edificio se dividía originalmente en seis habitaciones y la de las otras alas en 12 cada una, lo que sumaba un total de más de 50 habitaciones. Las habitaciones daban al patio. En época romana, la distribución de las habitaciones se hizo más compleja y se añadió un jardín estanques con fines ornamentales en el centro del patio. En la esquina noreste del Leonideo había una estatua de Leónidas.
Bajo el mandato del emperador Adriano fue sometido a varias modificaciones y mejoras.

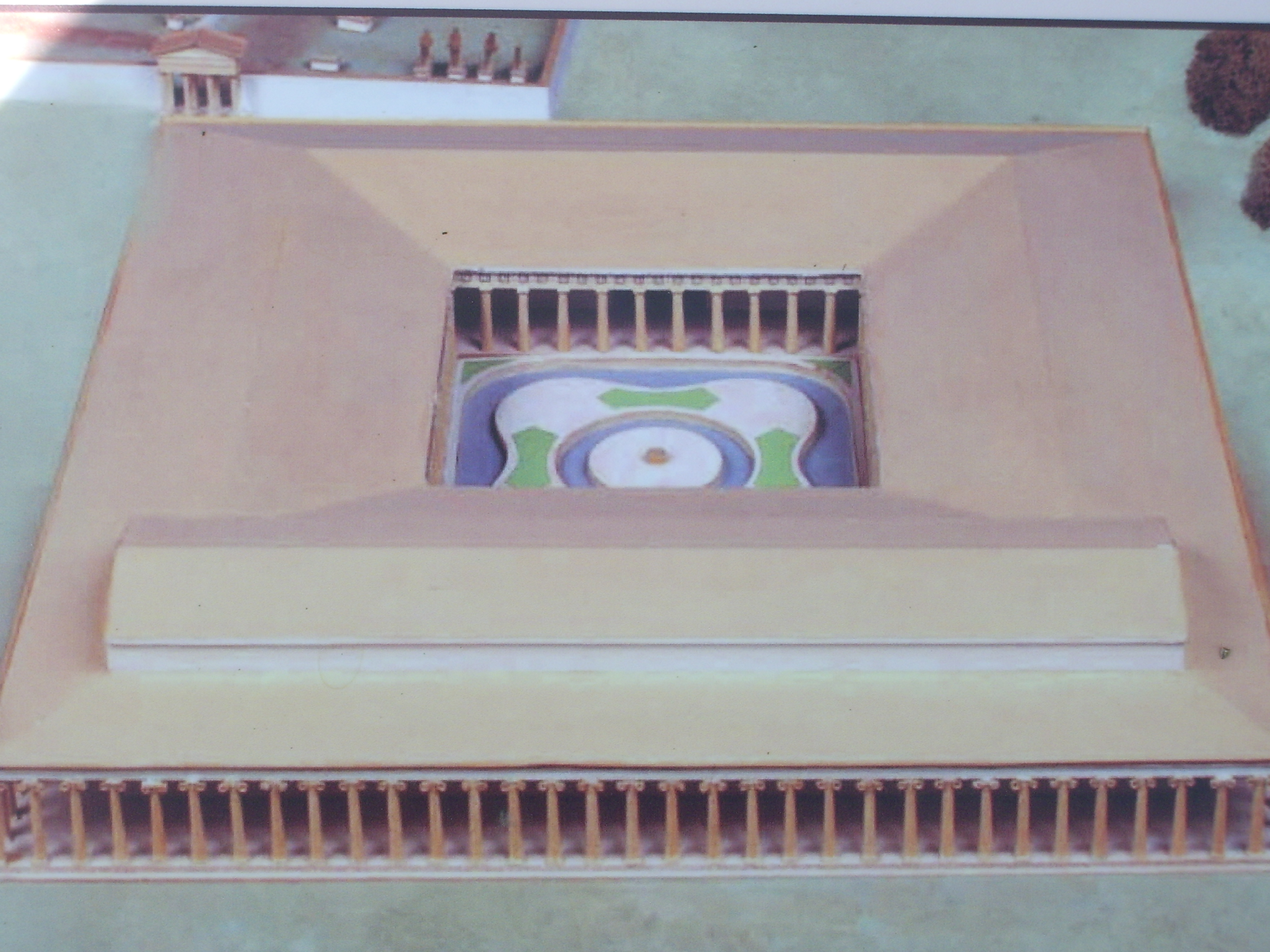
Reconstrucción.
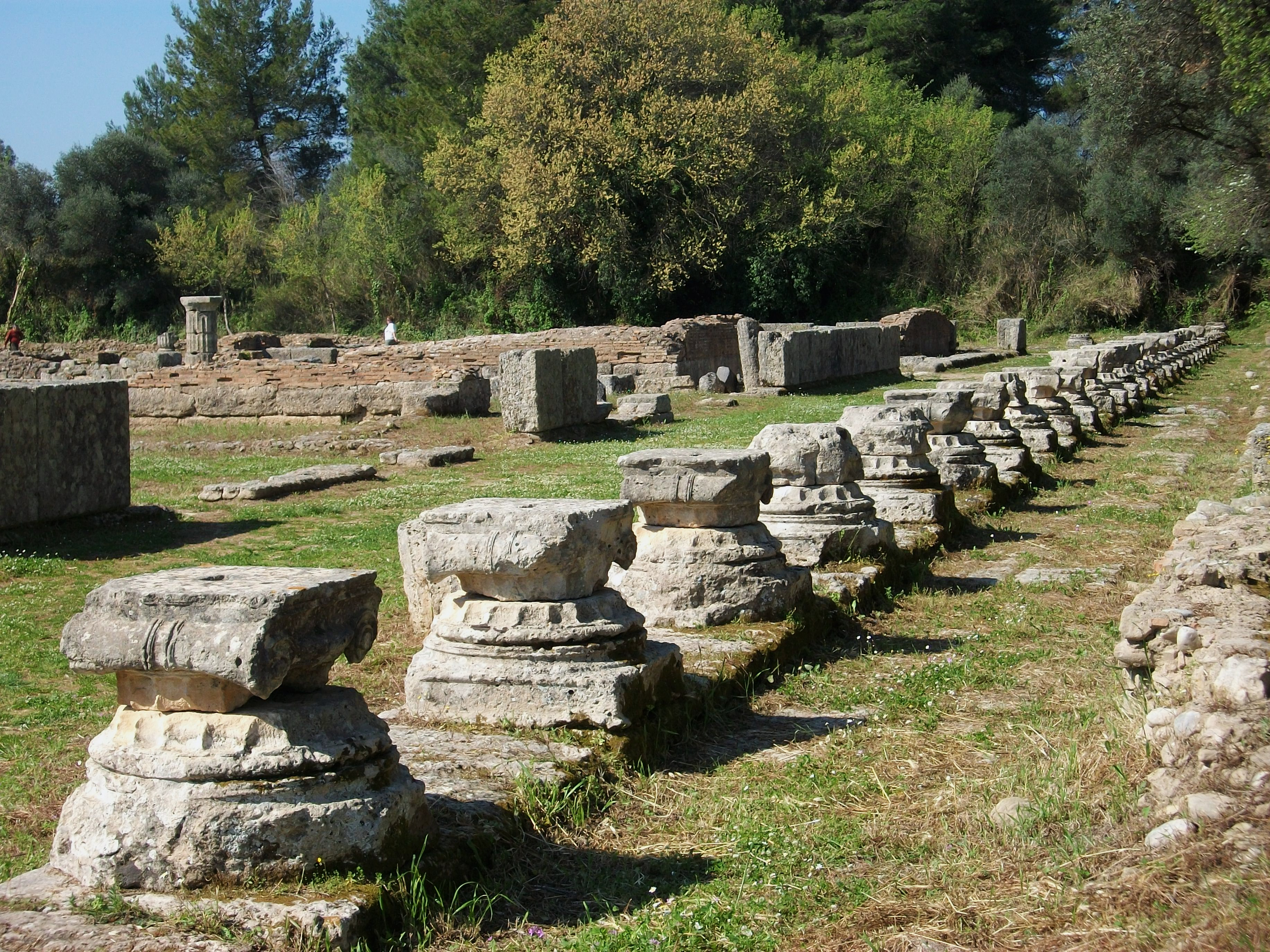
Restos de la columnata jónica de la fachada.
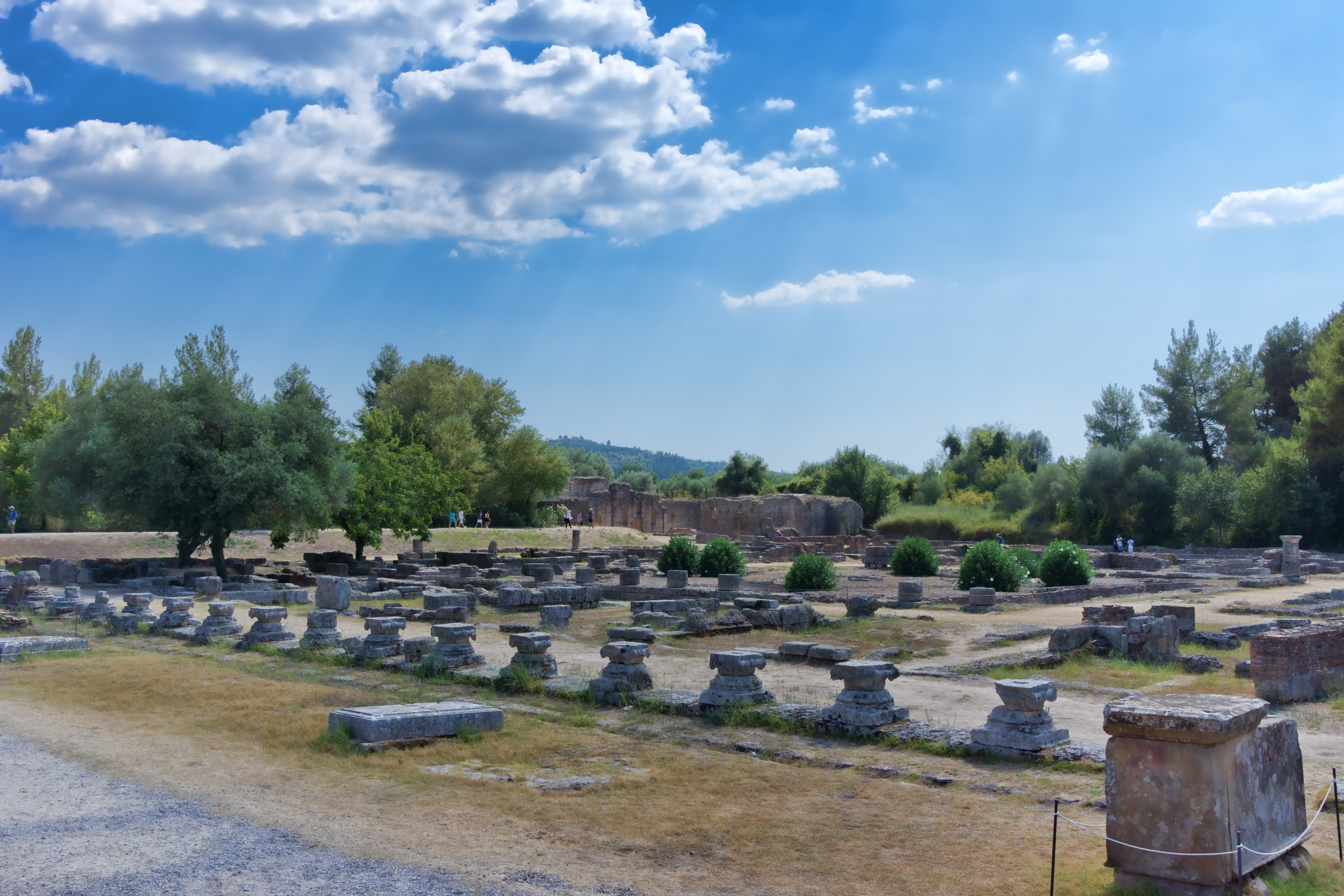
Vista general.